# Carroll Borland
Carroll Borland (ur. 25 lutego 1914 w San Francisco (USA), zm. 3 lutego 1994) – aktorka filmów grozy. Najsłynniejszą jej rolą jest postać Luny z filmu "Mark of the Vampire". Jej mężem był Vernon Parten. 
W wieku kilkunastu lat napisała książkę "Countess Dracula", w której wyraziła swoje fobie związane ze słońcem oraz rozwinęła wątek Księżnej Wampirów z powieści Stokera. Książkę wydano tuż przed śmiercią aktorki. Tekst powieści poprzedza obszerna biografia autorki.
Stała się wzorem dla subkultury gotyckiej pod względem stroju, wyglądu i zachowania. Zdjęcia Carroll Borland posłużyły Charlesowi Addamsowi do stworzenia postaci Morticii z Rodziny Addamsów.
Zagrała w:
- 1933 "Me and my Pall" jako druhna (nie wspomniana na liście aktorów)
- 1935 "Vampires of Prague" (znany też jako "Mark of the Vampire") jako Luna Mora
- 1983 "Scalps" jako dr Sharon Reynolds
- 1984 "Biohazard" jako Rula Murphy
- 1996 "100 Years of Horror: The Aristocrats of Evil" - film dokumentalny
- 1996 "100 Years of Horror: Scream Queens" - film dokumentalny
- 1996 "100 Years of Horror: The Count and Company" - film dokumentalny